# لميان
لَميَان هو نوع من المعكرونة الصينية من دقيق القمح الطري شائعة بشكل خاص في شمال الصين. يصنع اللَّميَان عن طريق لف العجينة وتمديدها وطيها إلى خيوط. يعتمد طول وثخانة الخيوط على عدد المرات التي يُطوَى فيها العجين. هذه الطريقة الفريدة لصنع المعكرونة أو الشعيريه نشأت في الصين.

## المناطق

### الفلبين
يوجد في مانيلا وسيبو ودافاو مطاعم صينية تقدم اللاميان. أما النسخة الفلبينية من المعكرونة أو الشعيرية، والتي تسمى محليًا Pancit Canton فهي طبق فلبيني شهير.